# Sufrágio censitário

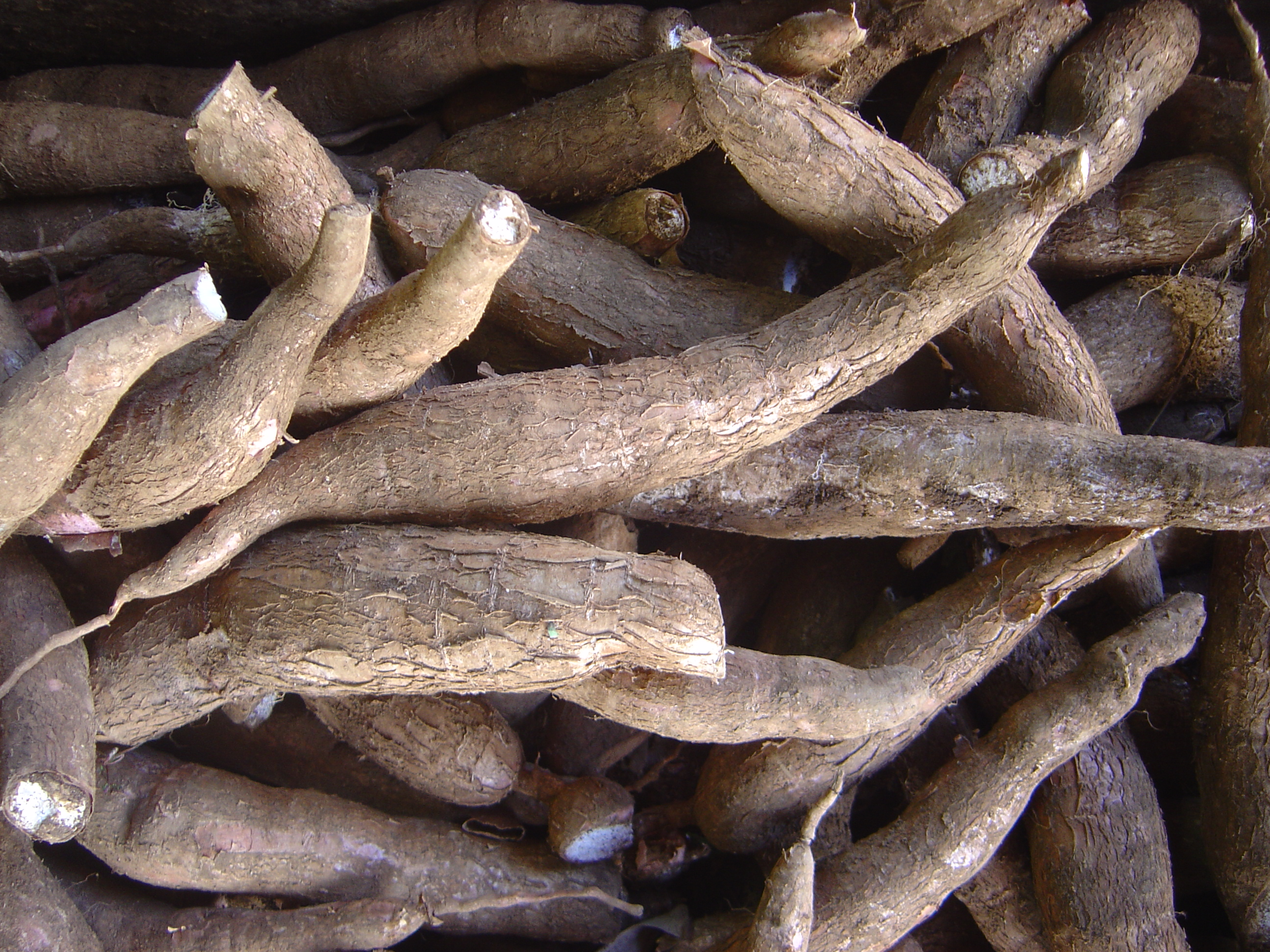
A renda correspondente a determinadas áreas de plantação de mandioca foi o critério para o direito de voto no primeiro projeto de constituição brasileiro, a chamada Constituição da Mandioca

Sufrágio censitário é a concessão do direito do voto apenas àqueles cidadãos que atendam a certos critérios econômicos.

## No Brasil
No Brasil, o primeiro projeto de constituição recebeu o nome popular de Constituição da Mandioca (1823) por condicionar o voto e a candidatura à renda correspondente a determinadas áreas de plantação de mandioca. Oficialmente, porém, o voto censitário foi estabelecido pela constituição de 1824 e abolido pela constituição de 1891, ou seja, esteve em vigor durante todo o período monárquico brasileiro. Para os padrões da primeira metade do século XIX, o critério censitário acolhido pela Constituição brasileira de 1824 não era restritivo. A renda exigida para votar era de 100 mil-réis. A maior parte dos trabalhadores ganhavam mais de 100 mil-réis. Em 1876, por exemplo, o ordenado de um funcionário público pobre era de 600 mil-réis. Segundo o censo de 1872, o único do período, 13% da população brasileira votava. É certo que a inflação colaborou com a inclusão, pois a quantia se desvalorizava. Mesmo assim, a população votante continuou submissa às autoridades locais. As eleições eram violentas e cheias de fraudes. O voto era um ato de obediência. É necessário, para dimensionar a restrição do sistema político Imperial, levar em consideração também que parte da população brasileira se encontrava escravizada [carece de fontes?] e a inexistência de um código civil, que colocava a população em um estado de desamparo institucional.
Os primeiros anos que se seguiram à Proclamação da República foram de grandes incertezas quanto aos trilhos que a nova forma de governo deveria seguir. Em uma rápida olhada, identificam-se dois grupos que defendiam diferentes formas de se exercer o poder da República: os civis e os militares. Os civis, representados pelas elites das principais províncias — São Paulo, Rio de Janeiro, Minas Gerais e Rio Grande do Sul —, queriam uma república federativa que desse muita autonomia às unidades regionais. Os militares, por outro lado, defendiam um Poder Executivo forte e se opunham à autonomia buscada pelos civis. Isso sem mencionar as acirradas disputas internas de cada grupo. Esse era um quadro que demonstrava a grande instabilidade sentida pelos cidadãos que viveram naqueles anos. Mas havia cidadãos?
Formalmente, a Constituição de 1891 definia, como cidadãos, homens com certa renda,os brasileiros natos e, em regra, os naturalizados. Podiam votar os cidadãos com mais de vinte e um anos de idade que tivessem se alistado conforme determinação legal. Mas o que, exatamente, significava isso? Em 1894, na primeira eleição para presidente da República, votaram 2,2% da população. Tudo indica que, apesar de a República ter abolido o critério censitário e adotado o voto direto, a participação popular continuou sendo muito baixa em virtude, principalmente, da proibição do voto dos analfabetos e das mulheres.
No que se refere à legislação eleitoral, alguns instrumentos legais vieram a público, mas nenhum deles alterou profundamente o processo eleitoral da época. As principais alterações promovidas na legislação contemplaram o fim do voto censitário e a manutenção do voto direto. Essas modificações, embora importantes, tiveram pouca repercussão prática, já que o voto ainda era restrito — analfabetos, indígenas , negros, pobres e mulheres não votavam — e o processo eleitoral continuava permeado por toda sorte de fraudes.
Foi também adotado no Brasil durante a vigência da Constituição de 1934, que excluía os mendigos do processo eleitoral.

## Nos Estados Unidos
Nos Estados Unidos, o voto censitário foi introduzido na primeira constituição geral, em 1787, em que somente pessoas brancas que fossem ricas e alfabetizadas podiam votar, negros e brancos pobres não podiam votar.